# Sidalcea hendersonii
Sidalcea hendersonii là một loài thực vật có hoa trong họ Cẩm quỳ. Loài này được S.Watson miêu tả khoa học đầu tiên năm 1888.